# 渋沢青花
渋沢 青花（しぶさわ せいか、1889年2月18日 - 1983年5月19日）は、日本の編集者、児童文学作家、児童文学研究者。本名・寿三郎。別名・孤星、素風。

## 略歴
1889年（明治22年）、東京八丁堀に生まれ、まもなく浅草千束町に移る。浅草尋常高等小学校に入学、小学校時代、友人であった小宮山豊作や久保田万太郎の影響で文学に関心を持つ。東京府立第三中学校を経て早稲田大学英文科に入学し、片上伸に師事する。
1912年（明治45年）早稲田大学文学部英文学科を卒業。島村抱月の紹介で実業之日本社に入社する。はじめ、1913年（大正2年）に大隈重信、渋沢栄一らによって創刊された『実業講習録』編集部に勤務するが、同社の雑誌『少女の友』に少女小説「悲しき海へ」を寄稿したのがきっかけで、1914年（大正4年）同誌へ配属された。1919年『日本少年』主筆、1921年『小学男生』主筆を歴任し、大正時代の少年少女雑誌隆盛の一翼を担った。
関東大震災で『小学男生』が『幼年の友』に合併されたのを機に、1923年（大正12年）、実業之日本社を退社する。以後は執筆活動に専念する。1928年（昭和3年）、水谷まさる、千葉省三らの童話文学社の同人となる。同社解散後は創作のかたわら、三省堂の『書苑』や『大日本画劇』の編集に従事し、1937年（昭和12年）、前田晁、村岡花子らとともに日本児童文化協会を設立し、常務理事として児童文芸の普及に努めた。のち創作を廃し、戦後は主に海外の作品や民話などを紹介した。1983年（昭和58年）、94歳で死去。

## 受賞
- 1960年（昭和35年）：第2回「児童文化功労賞」（日本児童文芸家協会）[4]
- 1981年（昭和56年）：第6回「日本児童文芸家協会賞特別賞」（『大正の「日本少年」と「少女のとも」』千人社にて。日本児童文芸家協会）[5]
- 1982年（昭和57年）：第6回「日本児童文学学会賞特別賞」（『大正の「日本少年」と「少女のとも」』千人社にて。日本児童文学学会）[6]

## 著書
- 『ジヤンケン國 お伽歌劇集』實業之日本社 1920
- 『新しい童話 2年生』金の星社 1934
- 『カタカナ童話集』川島はるよ絵 金の星社 1939
- 『国威を宣揚した日本の偉人』金の星社 1940
- 『椎の実小僧』金蘭社 1941
- 『元禄十五年』新井五郎絵 教養社 1944
- 『山岡鉄舟 偉人物語』鈴木朱雀絵 正芽社 1944
- 『アメリカ彦蔵漂流物語』金の星社 1947
- 『ひらがな童話集』金の星社 1947
- 『アルプスの嵐 探検冒険』金の星社 1948
- 『ぞうさんのはな 低学年童話』西原比呂志絵 金の星社 1950
- 『うさぎのさんぽ 2年生どうわ』西原比呂志絵 金の星社 1956
- 『からすのかんちゃん 2年生どうわ』西原比呂志絵 金の星社 1956
- 『ひらかなワシントン』沢井一三郎絵 金の星社 1958
- 『うみのふしぎ』滝平二郎絵　麦書房 雨の日文庫 1959
- 『ふしぎないきもの』滝平二郎絵 麦書房 雨の日文庫 1959
- 『世界ふしぎめぐり おもしろい理科・社会科 1～3年生』偕成社 学年別幼年文庫 1960
- 『浅草っ子』毎日新聞社 1966
- 『大正の『日本少年』と『少女の友』 編集の思い出』千人社 1981 ISBN 4875743513

### 翻訳・再話
- 『支那童話三十篇』第一出版協会 1926
- 『台湾童話五十篇』第一出版協会 東洋童話叢書 1926
- アンナ・シューエル『黒馬の一生』平凡社 世界家庭文学全集 1930
- 『印度頓智百譚』ラス・ビハリ・ボース共著 厚生閣書店 1931/まちごとパブリッシング 2017　
  - 単著『インドとんち百話』社会思想社 現代教養文庫 1979
- 『民間蒐集による印度民話集』ラス・ビハリ・ボース共著 郷土研究所 1935　
  - 単著『インド民話集』社会思想社 現代教養文庫 1979
- スチヴンスン『宝島探検記 世界名作物語』童話春秋社 1943
- マーク・トゥーエーン『トム・ソーヤーの冒険』童話春秋社 1947
- アルフォンス・ドーデ『タルタランの冒険』耳野卯三郎絵 同和春秋社 世界少年少女名作選集 1954
- 馬琴原作『弓張月 鎮西八郎為朝外伝』米内穂豊絵 同和春秋社 少年読物文庫 1954
- マーク・トウェーン『王子と乞食』高橋秀絵 同和春秋社 世界少年少女名作選集 1958
- C.F.コックスウェル『アジアの民話 4 北方民族の民話』上下、大日本絵画巧芸美術 1978-79
- 『朝鮮民話集』社会思想社 現代教養文庫 1980